# Callulina kisiwamsitu
Callulina kisiwamsitu es una especie  de anfibio anuro de la familia Brevicipitidae. Se encuentra en Tanzania. Se encuentra amenazada de extinción por la pérdida de su hábitat natural.